# Hollywood Undead
Hollywood Undead ist eine Rap-Rock- und Nu-Metal-Band aus Kalifornien. 

## Geschichte
Hollywood Undead wurde im Jahr 2005 gegründet. Mit steigender Popularität auf dem sozialen Netzwerk Myspace begann die Gruppe im Juni 2005 als musikalisches Projekt von Jorel „J-Dog“ Decker und Aron „Deuce“ Erlichman, der damals als „Tha Producer“ auftrat. Sie präsentierten auf ihrem Myspace-Profil Musik. Während die Gruppe an Popularität gewann, stießen Jeff „Shady“ Philips, George „Johnny 3 Tears“ Ragan, der damals als „The Server“ agierte, Jordon „Charlie Scene“ Terrell, Dylan „Funny Man“ Alvarez und Matthew „Da Kurlzz“ Busek zu dem Projekt, das den Namen Hollywood Undead annahm. Das stetige Wachstum an Aufmerksamkeit gegenüber dem Profil animierte den MySpace-Manager Tom Anderson, das Stück No. 5 auf das Kompilationsalbum des Netzwerkes zu übernehmen und der Gruppe einen Vertrag für das Myspace-Label, ein Subunternehmen von Interscope, zu offerieren. Ihren ersten Liveauftritt absolvierte die Band im August 2008 im Rahmen eines von Virgin Mobile veranstalteten Festivals. Hollywood Undead trat neben Künstler wie Foo Fighters, Jack Johnson, Kanye West und Nine Inch Nails auf. Den Auftritt hatte die Band durch ein von Virgin Mobile veranstaltetes Voting gewonnen, bei dem sie mehr als die Hälfte aller abgegebenen Stimmen erreichte.
Das 2008 veröffentlichte Debüt Swan Songs erschienen allerdings über A&M Octone Records, einem Universal Music Group Subunternehmen. Hollywood Undead verkaufte binnen weniger Wochen über 20.000 Exemplare des Debüts und erreichte damit Platz 22 der Billboard 200. Ein Jahr nach dem Debüt veröffentlichte die Band über A&M Octone Records die Kompilation Desperate Measures mit B-Seiten, Live-Aufnahmen und Coverversionen. Nach Veröffentlichung der Kompilation erhielt die Band den Rock on Request Award als bester Crunk/Rock Rap Artist.
Sänger Erlichman verließ 2010 Hollywood Undead und wurde durch den ehemaligen American-Idol-Kandidaten Daniel „Danny“ Murillo ersetzt. Nach Auftritten mit Avenged Sevenfold und Stone Sour auf der Tour Nightmare After Christmas veröffentlichten Hollywood Undead im April 2011 das zweite Album American Tragedy. Das von Don Gilmore produzierte Album wurde in kurzer Zeit mehr als 65.000-mal verkauft und debütierte in den Top Five der Billboard 200. Es erreichte Platz 4 der Billboard 200, in Kanada stieg es auf Platz 5 der Charts ein, in Großbritannien auf Platz 43. Anschließend bestritt die Band die „Revolt“-Tour mit 10 Years und New Medicine, die „Endless Summer“-Tour mit All That Remains und Hyro da Hero. sowie Auftritte auf Festivals wie Rock am Ring und Rock im Park.
Im November des gleichen Jahres veröffentlichten die Band ein zu American Tragedy angelegtes Remix-Album unter dem Titel American Tragedy Redux. Unter anderem trugen Andrew WK und KMFDM zu den Remixen bei. Hinzukommend wurde ein Stück von einem Fan remixt, das über einen Wettbewerb ausgewählt wurde. Neben weitere Touraktivitäten begann die Gruppe mit der Arbeit am dritten Studioalbum. Notes from the Underground erschien im Januar 2013. Vorabstücke wurden bereits ab Oktober 2012 veröffentlicht. Das Album erschien in einer Standardversion und einer so genannten Unabridged-Version mit Zusatzmaterial. Die Gruppe erreichte auf Anhieb den zweiten Platz der Billboard 200 und den ersten Platz der kanadischen Albumcharts.
Das vierte Studioalbum Day of the Dead erschien im März 2015. Die Band kehrte Ende 2016 ins Studio zurück, um ihr fünftes Studioalbum V, auch Five genannt, aufzunehmen. Nachdem der Vertrag mit Interscope erfüllt worden war, gründeten Hollywood Undead in Zusammenarbeit mit BMG Music Publishing ihr eigenes Label Dove & Grenade Media, um das Album zu veröffentlichen. Die erste Single California Dreaming wurde Mitte 2017 veröffentlicht. V erschien im Oktober. Im Jahr 2018 veröffentlichte die Gruppe die eigenständige Single Gotta Let Go. Im gleichen Jahr wurde die EP Psalms veröffentlicht und zwei Jahre später das sechste Album, New Empire, Vol. 1.

## Stil
Die Musik von Hollywood Undead gilt als Crossover-Stil, der „eher“ dem Nu Metal, als Genren wie Rap-Core zuzuordnen sei. 
In Rezensionen wird die Musik auch als „maßgeschneiderte Nu-Metal-Konfektionsware“ tituliert. So wird in Rezensionen auf Nu-Metal-Interpreten wie Linkin Park, Papa Roach, Crazy Town und Limp Bizkit vergleichend verwiesen. Der Stil sei insbesondere mit jenem der Gruppe Linkin Park vergleichbar. In seiner für Metal Hammer verfassten Besprechung des Albums New Empire Vol.1 bezeichnet Konstantin Michaely die Gruppe so als eine „Prollvariante von Linkin Park“. Als „Linkin Park mit Elektro-Gezucke“ fasst Jeanette Grönecke-Preuss die Musik für Metal.de zusammen. Für das Rock Hard besprach Thomas Kupfer American Tragedy als „Light-Version von Linkin Park“. Ronny Bittner rezensierte ebenfalls für das Rock Hard das Album New Empire Vol.1. Dies wirke „nicht mehr wie eine Light-Variante von Linkin Park und Papa Roach, sondern wie ein minderwertiger Klon der beiden Bands.“
Die Gruppe präsentiere eine „Kombination von Rap, HipHop und einigen nicht wirklich harten Gitarren, aber heftig knallenden Grooves und zuckersüßen Popmelodien“.

„Auch mit ihrem vierten Album Day Of The Dead bewegen sich HOLLYWOOD UNDEAD nur ganz am Rande des Metal- bzw. Rock-Genres. In erster Linie wird die Musik des kalifornischen Sextetts dominiert von HipHop-Klängen, die sich mit semiharten Gitarren, Dance-Sounds und eingängigen, oftmals poppigen Rhythmen paaren. Der stimmlich variantenreiche Gesang (alle Bandmitglieder singen) pendelt zwischen harten Raps und kitschig-süßen Melodien, denen man durchaus Ohrwurm-Potenzial zusprechen muss.“

## Diskografie
| Jahr | Titel Musiklabel                               | Höchstplatzierung, Gesamtwochen, AuszeichnungChartplatzierungen (Jahr, Titel, Musiklabel, Platzierungen, Wochen, Auszeichnungen, Anmerkungen) | Höchstplatzierung, Gesamtwochen, AuszeichnungChartplatzierungen (Jahr, Titel, Musiklabel, Platzierungen, Wochen, Auszeichnungen, Anmerkungen) | Höchstplatzierung, Gesamtwochen, AuszeichnungChartplatzierungen (Jahr, Titel, Musiklabel, Platzierungen, Wochen, Auszeichnungen, Anmerkungen) | Höchstplatzierung, Gesamtwochen, AuszeichnungChartplatzierungen (Jahr, Titel, Musiklabel, Platzierungen, Wochen, Auszeichnungen, Anmerkungen) | Höchstplatzierung, Gesamtwochen, AuszeichnungChartplatzierungen (Jahr, Titel, Musiklabel, Platzierungen, Wochen, Auszeichnungen, Anmerkungen) | Höchstplatzierung, Gesamtwochen, AuszeichnungChartplatzierungen (Jahr, Titel, Musiklabel, Platzierungen, Wochen, Auszeichnungen, Anmerkungen) | Anmerkungen                                                   |
| Jahr | Titel Musiklabel                               | DE | AT | CH | UK | US | Rock | Anmerkungen                                                   |
| ---- | ---------------------------------------------- | --- | --- | --- | --- | --- | --- | ------------------------------------------------------------- |
| 2008 | Swan Songs A&M/Octone, Polydor                 | — | — | — | UK85 Silber · (1 Wo.)UK | US22 Platin · (83 Wo.)US | Rock8 (62 Wo.)Rock | Erstveröffentlichung: 2. September 2008 Verkäufe: + 1.140.000 |
| 2011 | American Tragedy A&M/Octone, Polydor           | — | — | — | UK43 Silber · (1 Wo.)UK | US4 Gold · (24 Wo.)US | Rock2 (27 Wo.)Rock | Erstveröffentlichung: 5. April 2011 Verkäufe: + 560.000       |
| 2013 | Notes from the Underground A&M/Octone, Polydor | — | — | — | UK99 (1 Wo.)UK | US2 (8 Wo.)US | Rock1 (8 Wo.)Rock | Erstveröffentlichung: 8. Januar 2013                          |
| 2015 | Day of the Dead Interscope                     | DE34 (1 Wo.)DE | AT65 (1 Wo.)AT | — | UK34 (1 Wo.)UK | US18 (5 Wo.)US | Rock4 (9 Wo.)Rock | Erstveröffentlichung: 31. März 2015                           |
| 2017 | V BMG                                          | DE24 (1 Wo.)DE | AT17 (1 Wo.)AT | CH40 (1 Wo.)CH | UK31 (1 Wo.)UK | US22 (1 Wo.)US | Rock3 (2 Wo.)Rock | Erstveröffentlichung: 27. Oktober 2017                        |
| 2020 | New Empire, Vol. 1 BMG                         | DE30 (1 Wo.)DE | AT39 (1 Wo.)AT | CH43 (1 Wo.)CH | UK54 (1 Wo.)UK | US125 (1 Wo.)US | Rock14 (1 Wo.)Rock | Erstveröffentlichung: 14. Februar 2020                        |
| 2020 | New Empire, Vol. 2 BMG                         | — | — | — | — | US134 (1 Wo.)US | — | Erstveröffentlichung: 4. Dezember 2020                        |
| 2022 | Hotel Kalifornia BMG                           | DE51 (1 Wo.)DE | — | — | — | US149 (1 Wo.)US | Rock29 (1 Wo.)Rock | Erstveröffentlichung: 12. August 2022                         |